# Dancing Pina
Pour plus de détails, voir Fiche technique et Distribution.
Dancing Pina est un film documentaire  du réalisateur allemand Florian Heinzen-Ziob consacré à la transmission artistique de la chorégraphe Pina Bausch, à travers de jeunes danseurs guidés par d'anciens danseurs du Tanztheater Wuppertal.
Sorti en Allemagne en 2022, le documentaire est exploité en France à partir du 12 avril 2023.

## Fiche technique
- Titre : Dancing Pina
- Réalisation et scénario : Florian Heinzen-Ziob
- Musique : Christoph Willibald Gluck, Igor Stravinsky
- Photographie : Enno Endlicher
- Production : Fontäne Film
- Distribution : Dulac Distribution
- Rédaction : Christina Irrgang
- Son : Armin Barde
- Pays d'origine :  Allemagne
- Genre : documentaire
- Durée : 112 minutes
- Dates de sortie :
  -  Allemagne : 15 septembre 2022
  -  France : 
    - 21 janvier 2023 au Festival international de programmes audiovisuels documentaires de Biarritz (FIPADOC)
    - 12 avril 2023 en exploitation nationale.

## Synopsis
Le documentaire s'articule musicalement autour de deux œuvres, dont il filme les répétitions et la création : l'opéra Iphigénie en Tauride de Christoph Willibald Gluck au Semperoper à Dresde et Le Sacre du printemps de Stravinsky à l'École des Sables par de jeunes danseurs africains, à Toubab Dialo au Sénégal,,.

## Distribution
Danseurs et chorégraphes :
- Malou Airaudo
- Josephine Ann Endicott
- Jorge Puerta Armenta
- Clémentine Deluy
- Germaine Acogny
- Sangeun Lee
- Courtney Richardson
- Julian Amir Lacey
- Francesco Pio Ricci
- Gloria Ugwarelojo Biachi
- Luciény Kaabral
- Franne Christie Dossou
- Tom Jules Samie